# Ліндгольц
Ліндгольц (нім. Lindholz) — громада в Німеччині, розташована в землі Мекленбург-Передня Померанія. Входить до складу району Передня Померанія-Рюген. Складова частина об'єднання громад Рекніц-Требельталь.
Площа — 39,91 км2. Населення становить 632 ос. (станом на 31 грудня 2020).